# Pierre-Henri Menthéour
Pierre-Henri Menthéour (Alger, Algèria, 9 de maig de 1960 - 12 d'abril de 2014) va ser un ciclista francès, professional entre 1982 i 1986. En aquests anys va compartir equip amb Joop Zoetemelk i Laurent Fignon. La seva principal victòria fou una etapa del Tour de França de 1984. El 2012 va admetre el dopatge durant la seva carrera.
El seu germà Erwann també fou ciclista professional.
Una vegada retirat va treballar com a periodista i càmera de televisió, treballant en la cobertura del Tour de França per Eurosport, però també treballant en altres àrees. Va guanyar un premi per un documental sobre l'Afganistan el 2008 que va fer per a la sèrie de televisió francesa Envoyé spécial.

## Palmarès
- 1983
  - Vencedor d'una etapa del Tour de l'Avenir
- 1984
  - 1r al Tour de l'Aude i vencedor d'una etapa
  - 1r a Concorneau
  - Vencedor d'una etapa del Tour de França
- 1992
  - 1r al Tour de Finisterre
- 1995
  - 1r al Premi Gilbert Bousquet

### Resultats al Tour de França
- 1982. 51è de la classificació general
- 1984. 55è de la classificació general. Vencedor d'una etapa

### Resultats a la Volta a Espanya
- 1981. 53è de la classificació general

### Resultats al Giro d'Itàlia
- 1984. Abandona